# 4a etapa del Tour de França 2008

Perfil de la 4a etapa del Tour de França 2008

La 4a etapa del Tour de França 2008 es va disputar el 8 de juliol. Es tractava de la primera contrarellotge individual d'aquesta edició del Tour, amb un recorregut de 29,5 km pels voltants de la ciutat de Cholet.

## Desenvolupament de l'etapa
El primer especialista a establir un temps de referència fou Danny Pate, subcampió dels Estats Units de l'especialitat, en 36' i 54". És superat per l'alemany Jens Voigt (36' 19"). Denís Ménxov és el primer dels grans favorits del Tour en sortir i tot i tenir un lleuger retard respecte Voigt en els dos punts de control intermedis acaba per superar-lo per un segon de diferència a la línia d'arribada.
El dues vegades campió del món de contrarellotge, Fabian Cancellara, és considerat el gran favorit per obtenir el triomf d'aquesta etapa. Passa els dos punts de control per darrere del seu company d'equip Jens Voigt però, com Menxov, finalment obté la primera posició temporal, amb un segon d'avantatge sobre el rus.
Stefan Schumacher (Team Gerolsteiner) serà el primer corredor a passar per sota dels 14' al primer punt intermedi (km 11) i acabarà superant a Cancellara a l'arribada final en 33", amb un temps final de 35' 44". Aquest temps no serà superat per cap altre ciclista i sols Cadel Evans, Kim Kirchen i David Millar faran un temps per sota del de Cancellara.
El mallot groc Romain Feillu el cedeix a Schumacher, després de finalitzar la contrarellotge el 169è, a 4' 59". Paolo Longo Borghini i William Frischkorn, segon i tercer de la classificació general i escapats amb Feillu el dia anterior, també cedeixen més de 4' al vencedor del dia.
Entre els favorits del Tour, Alejandro Valverde és el que perd més temps respecte a la resta de favorits, acabant 23è i perdent més d'un minut sobre Evans i Menxov.
Les posicions a la classificació de la muntanya no es modifiquen en no repartir-se cap punt durant l'etapa. Kim Kirchen reforça la seva primera posició a la classificació per punts. El seu company d'equip Thomas Lövkvist, onzè de l'etapa i vuitè a la classificació general, és el nou millor jove. El Garmin Chipotle continua sent el millor equip, tot i que el Columbia col·loca a tres ciclistes entre els onze primers de l'etapa.

## Classificació de l'etapa
| Pos. | Ciclista              | Equip            | Temps  |
| ---- | --------------------- | ---------------- | ------ |
| 1.   | Stefan Schumacher     | Gerolsteiner     | 35'44" |
| 2.   | Kim Kirchen           | Columbia         | + 18"  |
| 3.   | David Millar          | Garmin Chipotle  | m. t.  |
| 4.   | Cadel Evans           | Silence-Lotto    | + 27"  |
| 5.   | Fabian Cancellara     | Team CSC         | + 33"  |
| 6.   | Denís Ménxov          | Rabobank ProTeam | + 34"  |
| 7.   | Jens Voigt            | Team CSC         | + 35"  |
| 8.   | Christian Vande Velde | Garmin Chipotle  | + 37"  |
| 9.   | George Hincapie       | Columbia         | + 42"  |
| 10.  | Vincenzo Nibali       | Liquigas         | + 48"  |

## Classificació general
| Pos. | Ciclista              | Equip            | Temps     |
| ---- | --------------------- | ---------------- | --------- |
| 1.   | Stefan Schumacher     | Gerolsteiner     | 14h04'51" |
| 2.   | Kim Kirchen           | Columbia         | + 12"     |
| 3.   | David Millar          | Garmin Chipotle  | m. t.     |
| 4.   | Cadel Evans           | Silence-Lotto    | + 21"     |
| 5.   | Fabian Cancellara     | Team CSC         | + 33"     |
| 6.   | Christian Vande Velde | Garmin Chipotle  | + 37"     |
| 7.   | George Hincapie       | Columbia         | + 41"     |
| 8.   | Thomas Lövkvist       | Columbia         | + 47"     |
| 9.   | Vincenzo Nibali       | Liquigas         | + 58"     |
| 10.  | José Ivan Gutiérrez   | Caisse d'Epargne | + 1' 01"  |

## Classificacions annexes

### Classificació per punts
| Classificació per punts | Total  |
| ----------------------- | ------ |
| Kim Kirchen             | 81 pts |
| Thor Hushovd            | 64 pts |
| Óscar Freire            | 55 pts |

### Classificació de la muntanya
| Classificació de la muntanya | Total  |
| ---------------------------- | ------ |
| Thomas Voeckler              | 19 pts |
| Sylvain Chavanel             | 11 pts |
| Björn Schröder               | 9 pts  |

### Classificació del millor jove
| Classificació del millor jove | Total       |
| ----------------------------- | ----------- |
| Thomas Lövkvist               | 14h 05' 28" |
| Vincenzo Nibali               | + 11"       |
| Maxime Monfort                | + 37"       |

### Classificació per equips
| Classificació per equips | Total       |
| ------------------------ | ----------- |
| Garmin Chipotle          | 42h 13' 59" |
| Columbia                 | + 1' 44"    |
| Team CSC                 | + 2' 35"    |

### Combativitat
No es disputa

## Abandonaments
No hi ha cap abandonament en aquesta etapa.